# David Julius
David Julius (ur. 4 listopada 1955 w Nowym Jorku) – amerykański naukowiec zajmujący się w szczególności molekularnymi mechanizmami czucia bólu. Jest profesorem na University of California, San Francisco i zdobył nagrodę w 2010 Nagrodę Shawa in Life Science and Medicine, a w 2020 Breakthrough Prize in Life Sciences. W 2021 zdobył nagrodę Nagrodę Nobla w dziedzinie fizjologii lub medycyny „za odkrycia receptorów temperatury i dotyku” (wraz z Ardemem Patapoutianem).
W 2010 zdobył Nagrodę Księcia Asturii w kategorii Badania Naukowe i Technika.

## Nagrody
- 2000 inaugural Perl-UNC Neuroscience Prize za „for his work on cloning the capsaicin receptor”.
- 2010 Nagrodę Shawa za „for his work identifying the ion channels involved in various aspects of nociception”.
- 2014 he was honored by Johnson & Johnson with the Dr. Paul Janssen Award for Biomedical Research za „for discovering the molecular basis for pain and thermosensation”.
- 2017 Gairdner Foundation International Award oraz the HFSP Nakasone Award.
- 2010 Nagrodę Księcia Asturii w kategorii Badania Naukowe i Technika
- 2020 Breakthrough Prize in Life Sciences[5] za „For discovering molecules, cells, and mechanisms underlying pain sensation”.
- 2020 Kavli Prize in Neuroscience (wraz Ardemem Patapoutianem)[6]
- 2020 BBVA Foundation Frontiers of Knowledge Award.
- 2021 Nagrodę Nobla w dziedzinie fizjologii lub medycyny za „for their discoveries of receptors for temperature and touch”